# Niambia angusta
Niambia angusta är en kräftdjursart som beskrevs av Gustav Budde-Lund 1909. Niambia angusta ingår i släktet Niambia och familjen myrbogråsuggor. Inga underarter finns listade i Catalogue of Life.